# Raimundo Infante
Raimundo Infante Rencoret (2 de febrer de 1928 - 7 de setembre de 1986) fou un futbolista xilè.

## Selecció de Xile
Va formar part de l'equip xilè a la Copa del Món de 1950.